# Cockapoo
Als Cockapoo wird ein Hybridhund aus English Cocker Spaniel (Cocka…) und Pudel (Engl. Poodle) bezeichnet. Ein Rassestandard existiert nicht, das Aussehen variiert daher. Der Cockapoo gilt als freundlicher Hund mit einem ausgeprägten Jagdtrieb.

## Beschreibung
Bedingt durch die unterschiedlichen Rassen der Kreuzung erreicht er eine Widerristhöhe von 25–45 cm bei einem Gewicht 5–10 kg. Der Hund hat Schlappohren, eine lange Rute und lockiges, vom Pudel geerbtes Fell. Fast alle Farben von Schwarz bis Creme oder Weiß sind möglich.

## Geschichte
Sowohl beim Pudel als auch beim English Cocker Spaniel handelt es sich um lange bekannte Hunderassen, die Menschen seit Jahrhunderten bei der Jagd begleiten. Pudel stammen ursprünglich aus Küstenregionen, wo sie den Menschen bei der Jagd auf Vögel halfen. Auch der English Cocker Spaniel ist traditionell ein Vogeljäger, vor allem auf Waldschnepfen, englisch „wood cock“. Manchmal kommen auch American Cocker Spaniel als Elternteil der Cockapoos zum Einsatz.
Erste Cockapoos gab es in den USA in den 1950er-Jahren, als Züchter begannen, American sowie Englisch Cocker Spaniel mit Pudeln zu verpaaren. Ihr sympathisches Wesen machte Cockapoo-Hunde schnell beliebt. Obwohl es seitdem zahlreiche Anläufe gab, wurde der Cockapoo bisher nicht als Rasse gezücht. Seit 1999 gibt es den Cockapoo Club of America, der wichtige Standards definiert.

## Pflege und Charakter
Der Cockapoo braucht eine gute Fellpflege. Das Haaren variiert je nach Hund, je lockiger das Fell, desto wahrscheinlicher ist, dass der Cockapoo – wie der Pudel, keine oder kaum Haare verliert. Die meisten dieser  Hybridhunde benötigen viel Fellpflege, müssen drei bis viermal im Jahr geschoren werden. Es gibt keine Hinweise auf die Einstufung als "hypoallergen". Cockapoos sind Energiebündel und lieben es, mit ihren Besitzern Sport oder andere Aktivitäten auszuüben.